# 용진진
용진진(龍津鎭)은 인천광역시 강화군 선원면에 있는 조선시대의 성이다. 1999년 3월 29일 인천광역시의 기념물 제42호로 지정되었다.

## 개요
진이란 군인이 머물러 있던 무장 성곽도시를 이른다. 용진진은 조선시대 각 진에 배치되었던 병마만호의 관리하에 있었던 곳으로, 101명의 병력이 주둔해 있었다 한다.
포좌(포를 놓는 자리) 4개소, 총좌(총을 놓는 자리) 26개소의 시설물이 있었으나 석축 대부분은 남아 있지 않다. 다만 윗부분이 무지개 모양을 이루고 있는 출입문 2곳만이 남아 있었는데, 1999년 그 위로 누각을 새로이 복원해 놓았다.
조선 효종 7년(1656)에 축조되었으며, 가리산돈대·좌강돈대·용당돈대 등 3개의 돈대를 관리하였다고 한다.

## 현지 안내문
조선 효종 7년(1656)에 쌓았다. 원래 병마만호 1인, 군관 24명, 사병 59명, 돈군 18명 도합 102명의 병력이 주둔하였으며 포좌 4문, 총좌 26개소의 시설물이 있었다고 한다.
이 진에서는 가리산, 좌강, 용당 등 3개의 돈대를 관리하였다.
석축 대부분이 없어지고 무지개 모양의 홍예문 두 곳만 남아 있었는데 1999년 문루와 좌강돈대를 복원하였다.

## 참고 자료
- 용진진 - 국가유산청 국가유산포털